# Patnagarh
Patnagarh è una città dell'India di 18.685 abitanti, situata nel distretto di Balangir, nello stato federato dell'Orissa. In base al numero di abitanti la città rientra nella classe IV (da 10.000 a 19.999 persone).

## Geografia fisica
La città è situata a 20° 43' 0 N e 83° 9' 0 E e ha un'altitudine di 242 m s.l.m.

## Società

### Evoluzione demografica
Al censimento del 2001 la popolazione di Patnagarh assommava a 18.685 persone, delle quali 9.533 maschi e 9.152 femmine. I bambini di età inferiore o uguale ai sei anni assommavano a 2.032, dei quali 1.057 maschi e 975 femmine. Infine, coloro che erano in grado di saper almeno leggere e scrivere erano 12.475, dei quali 7.239 maschi e 5.236 femmine.